# チョンブリー・スタジアム
チョンブリー・スタジアム（タイ語: สนามกีฬาเทศบาลเมืองชลบุรี、英語: Chonburi Municipality Stadium）は、タイ王国のチョンブリー県にある多目的スタジアムである。

## 概要
収容人数は8,600人。チョンブリーFCは以前チョンブリー体育研究所競技場をホームスタジアムとして使用していたが、2010年に本スタジアムが設立されると、以降は本スタジアムをホームスタジアムとして利用している。現在、収容人数を10,000人に増やす拡張工事を行なっている。
主にサッカーの試合に用いられる。現在、タイ・プレミアリーグのチョンブリーFCがホームスタジアムとして使用している。

## 交通アクセス
タイランド湾に面し、海のすぐ近くに位置する。タイ国有鉄道のチョンブリー駅よりタクシーで約15分。